# 玛丽亚·托尔卡切娃
玛丽亚·尤里耶芙娜·托尔卡切娃（俄语：Мария Юрьевна Толкачёва，1997年8月8日—），俄罗斯艺术体操运动员，2016年夏季奥运会集体全能金牌得主、2021年世界艺术体操锦标赛团体、集体全能、5人球操金牌得主、3人圈操+2人棒操银牌得主。